# 贾英民
贾英民（1958年10月—），男，山东金乡人，中国人工智能专家，北京航空航天大学教授。主要从事智能控制等方面的研究。中国教育部第六批“长江学者”特聘教授。

## 生平
1982年获得山东大学数学系自动控制专业学士学位，后到焦作矿业学院（今河南理工大学）工作。1990年和1993年，先后获得北京航空航天大学自动控制理论及应用专业硕士博士学位。
1994年起，在北京航空航天大学任教授。期间曾访问德国、日本等地的学术机构。